# Hongqiao

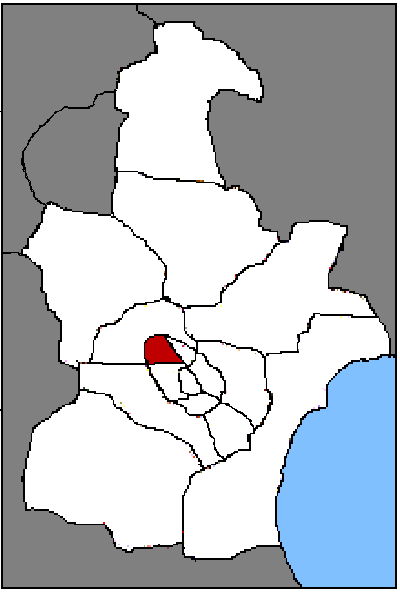
Lage des Stadtbezirks Hongqiao in Tianjin

Der Stadtbezirk Hongqiao (chinesisch 红桥区, Pinyin Hōngqiáo Qū) gehört zum Verwaltungsgebiet der regierungsunmittelbaren Stadt Tianjin in der Volksrepublik China. Er liegt am nordwestlichen Rand des Zentrums von Tianjin. Die Fläche beträgt 22,57 Quadratkilometer und die Einwohnerzahl 483.130 (Stand: Zensus 2020).
Im Stadtbezirk Hongqiao befindet sich die Altarstätte der Yihetuan-Bewegung in der Lüzu-Halle, welche auf der Denkmalliste der Volksrepublik China steht.